# Kauman (Kota Blora)
Kauman is een bestuurslaag in het regentschap Blora van de provincie Midden-Java, Indonesië. Kauman telt 3757 inwoners (volkstelling 2010).